# Viva le donne!
Viva le donne! (Footlight Parade) è un film del 1933 diretto da Lloyd Bacon e interpretato da James Cagney e Joan Blondell.
Nel 1992 è stato scelto per la conservazione nel National Film Registry della Biblioteca del Congresso degli Stati Uniti.

## Trama
Per resistere alla concorrenza del cinema dopo l'avvento del sonoro, Chester Kent, direttore artistico di spettacoli teatrali, si specializza nel produrre brevi prologhi musicali per le sale di proiezione.
Tra l'urgenza di idee sempre nuove, per soddisfare una domanda crescente, lo spionaggio artistico della concorrenza, un produttore che, con trucchi contabili gli sottrae la quota di profitti che gli spetterebbe per contratto, un responsabile legale, fratello della moglie del produttore, che gli mette sempre i bastoni tra le ruote con problemi di censura, una moglie che, dopo averlo mollato ai tempi delle vacche magre, si ripresenta accampando pretese esorbitanti per lasciarlo libero, Kent è sul punto di lasciare tutto per non impazzire.
Ma, con l'aiuto dell'immancabile fedele segretaria Nan (Joan Blondell) e del nevrotico capo balletto Francis (Frank McHugh), riesce a conquistare il successo.

### Commento
Questo film del 1933 è il secondo (dopo Quarantaduesima strada dello stesso anno e prima di Wonder Bar, del 1934) di tre musical della Warner Bros. Pictures, diretti, in rapida successione, da Lloyd Bacon con la collaborazione del grande coreografo Busby Berkeley. Questo inesauribile artigiano di Hollywood - lo stesso anno dirige altri tre film di genere diverso - diede un importante contributo all'evoluzione del genere musical, dimostrando un'assoluta padronanza delle nuove opportunità espressive offerte dal recente avvento del sonoro (il sistema utilizzato per questo film è il Vitaphone). Del resto era stato uno dei primi ad utilizzare la nuova tecnologia, dirigendo Al Jolson, interprete del primo film sonorizzato nella storia del cinema (Il cantante di jazz di Alan Crosland), in Il cantante pazzo (1928).

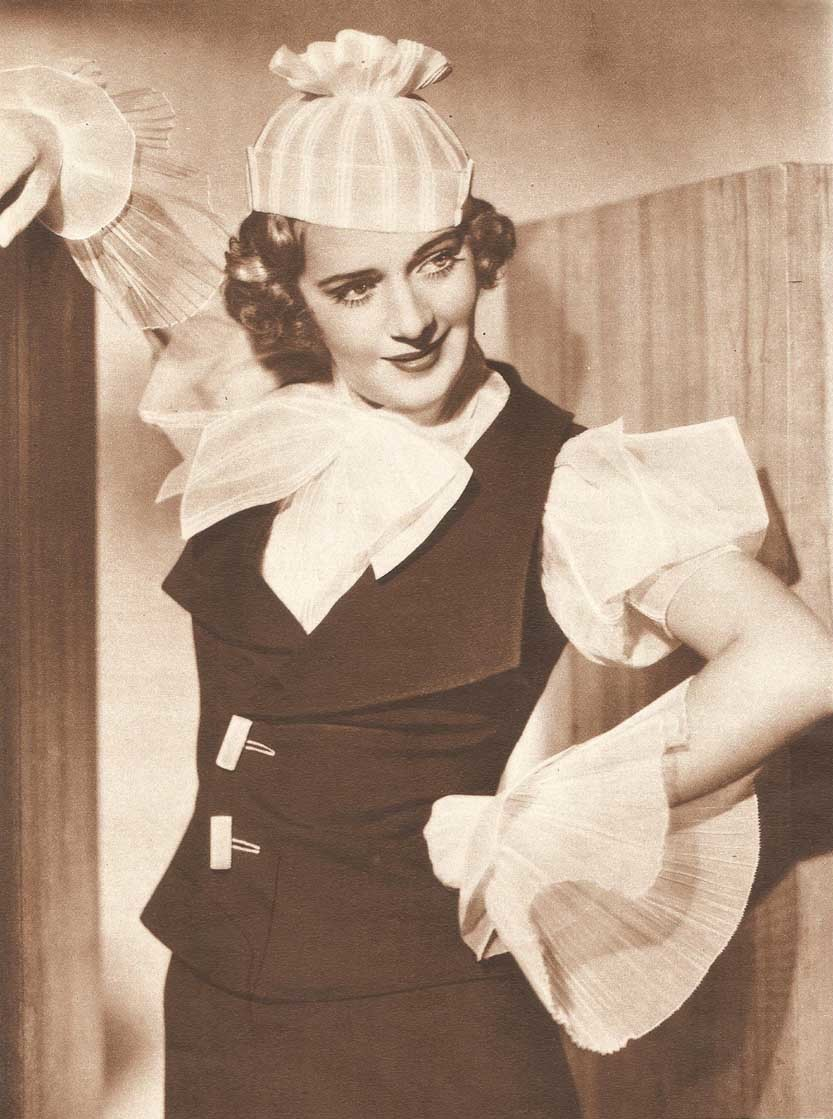
Foto pubblicitaria di Ruby Keeler per il film

Sorprendenti, in particolare, sono le figure e le evoluzioni in acqua, riprese dall'alto, dal basso, in orizzontale, del corpo di ballo in By a Waterfall. I numeri coreografici, tra i quali va ricordato Cats, si incastrano in una commedia dai ritmi serrati e dai dialoghi brillanti, con un cast affiatato, rendendo Footlight Parade uno dei lavori migliori di Lloyd Bacon.